# Palloptera subusta
Palloptera subusta är en tvåvingeart som beskrevs av Malloch 1924. Palloptera subusta ingår i släktet Palloptera och familjen prickflugor. Inga underarter finns listade i Catalogue of Life.